# Johann Joseph von Scherer

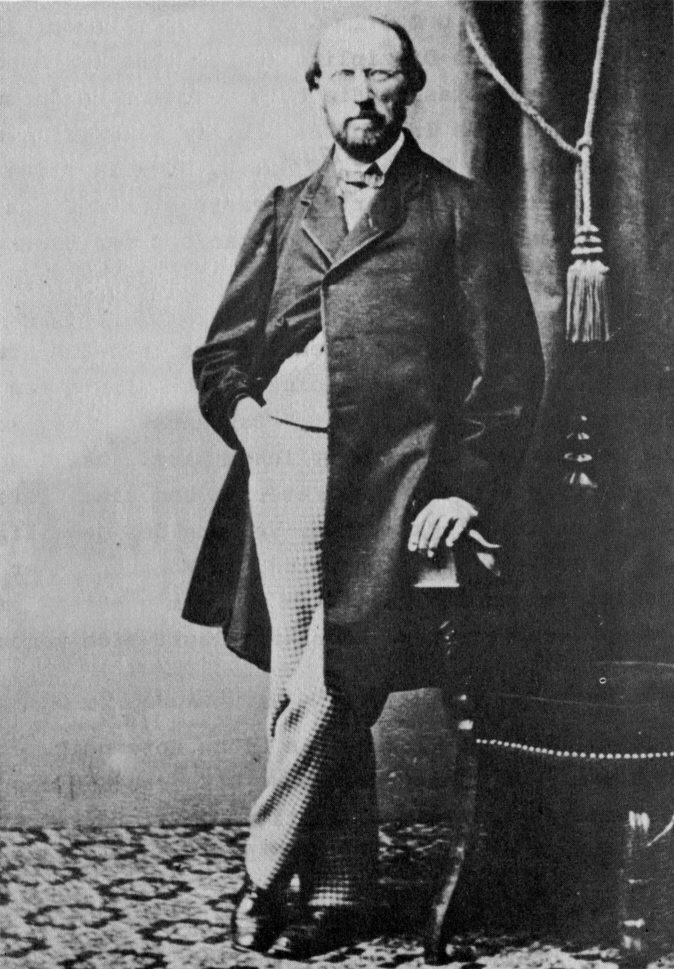
Joseph von Scherer, um 1867

Johann Joseph Scherer, nobilitiert 1866 von Scherer (* 14. März 1814 in Aschaffenburg; † 17. Februar 1869 in Würzburg), war ein deutscher Mediziner und Chemiker, Pharmazeut sowie Hochschullehrer und Lehrstuhlinhaber. Er war namensgebender Mitbegründer des medizinischen Spezialfaches Klinische Chemie und trug dazu bei, dass sich die Chemie „von einer medzinischen Hilfswissenschaft zu einer eigenen naturwissenschaftlichn Disziplin“ entwickelte.

## Leben und Wirken

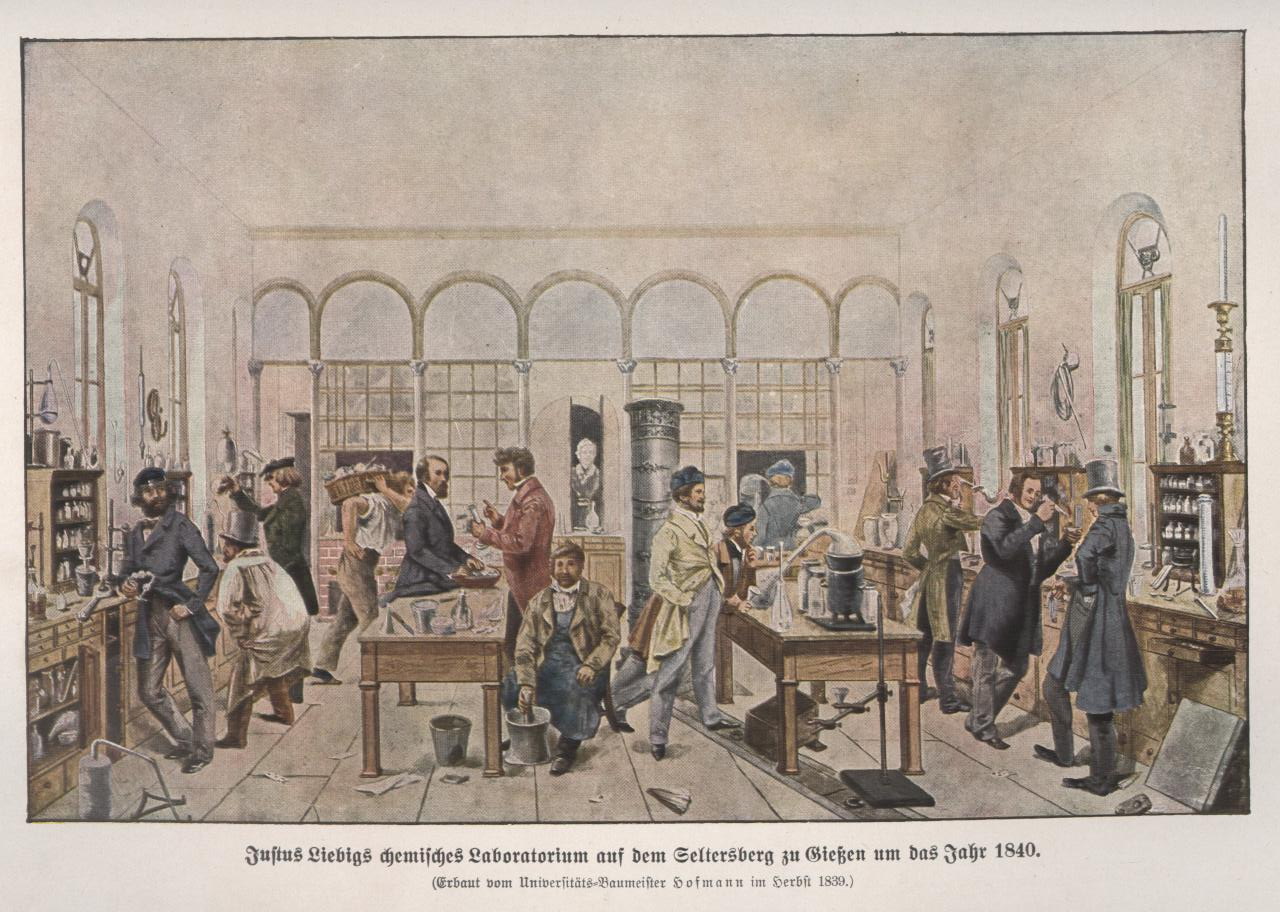
Liebigs Labor 1841

Joseph (auch Josef) Scherer besuchte das Gymnasium in Aschaffenburg und studierte an der Universität Würzburg Medizin (unter anderem als Schüler von Johann Lukas Schönlein) und Naturwissenschaften, insbesondere Chemie, Geologie und Mineralogie. Nachdem er seine Approbation erhalten hatte und am 28. Juni 1836 mit der Dissertation Versuche über die Wirkung einiger Gifte auf verschiedene Thierclassen zum Doktor der Medizin und Chirurgie promoviert worden war, praktizierte er zunächst zwei Jahre im unterfränkischen Badeort Wipfeld als Badearzt, wo er den Naturforscher Ernst von Bibra (Schwiegersohn des Chemikers Johann Georg Pickel) kennenlernte. Dieser bewog ihn, sich intensiver den Naturwissenschaften zu widmen, und so studierte er 1839 in München anorganische Chemie bei Heinrich August Vogel (1778–1867), Johann Nepomuk von Fuchs und Franz von Kobell. Um organische Chemie zu lernen, ging er, ermöglicht durch ein Staatsreisestipendium, Ostern 1840 bis 1841 nach Gießen zu Justus Liebig. Dort beschäftigte er sich mit Tierchemie und Untersuchungen von Blut- und Proteinkörpern.

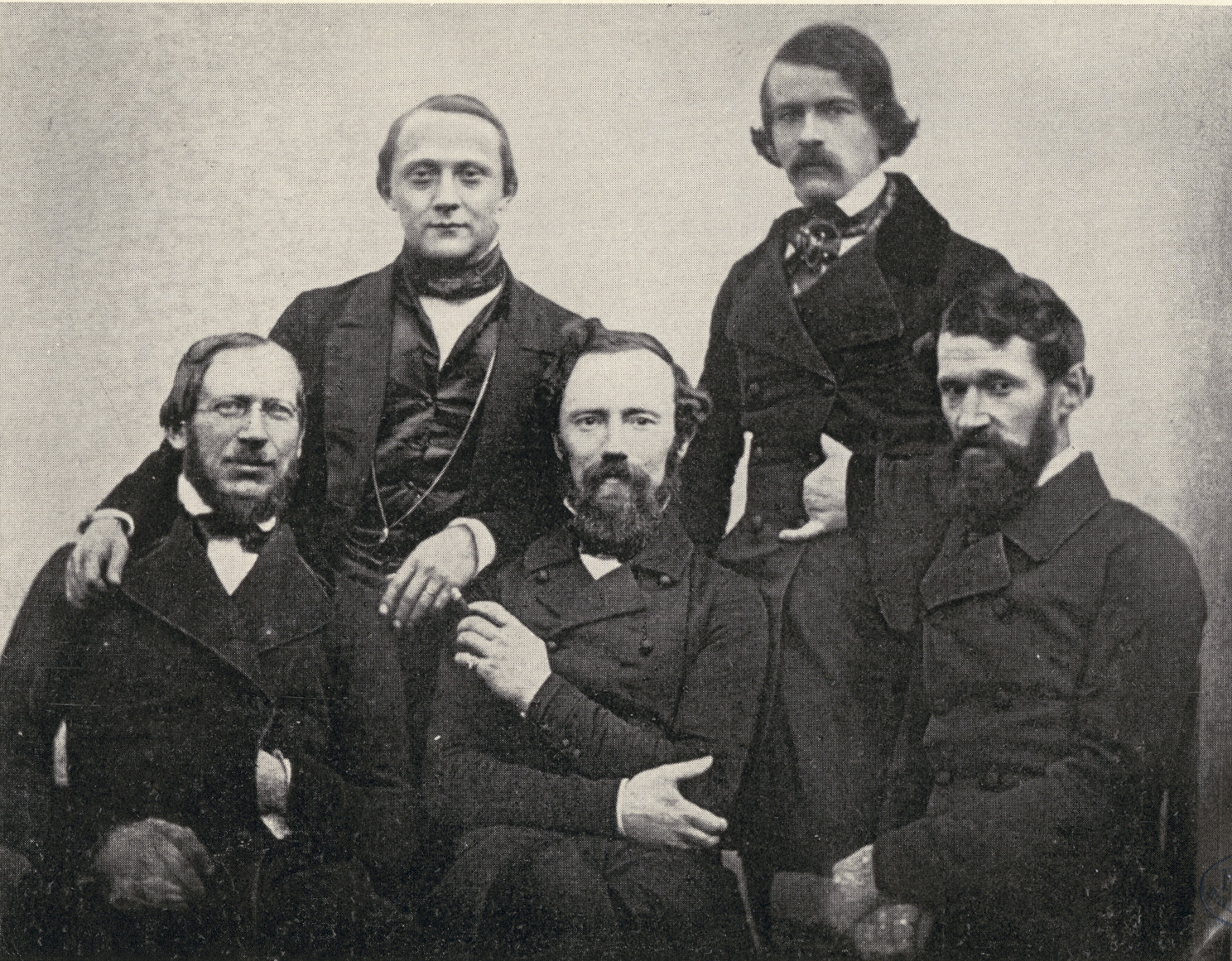
Scherer im Kreise seiner Würzburger Kollegen 1850. Stehend von links: Rudolf Virchow, Albert von Koelliker; sitzend von links: Joseph Scherer, Franz Kiwisch von Rotterau, Franz von Rinecker

Anschließend wurde er 1841, da er für seine von Carl Friedrich von Marcus und Cajetan von Textor unterstützten Forschungsarbeiten auf dem Gebiet der klinischen Chemie keine Besoldung erhielt, zunächst Lehrer der Naturwissenschaften an der königlichen Gewerbeschule in Würzburg. Ab 1842 wirkte er als Privatdozent der Universität. Er erhielt, befürwortet von dem Mediziner und Hochschulorganisator Franz von Rinecker, im Juli 1842 an der Medizinischen Fakultät als Nachfolger Johann Georg Pickels eine außerordentliche, aber (nach zweimaligem Antrag ab 1845) erst im Juni 1847 seine ordentliche Professur für organische Chemie an der damals im Würzburger Juliusspital angesiedelten Medizinischen Fakultät – gemäß dem Archiv von Rektorat und Senat der Universität Würzburg „in Verbindung mit den für die Kliniken des Juliusspitals nöthigen chemischen Untersuchungen in provisorischer Eigenschaft“. An der Würzburger Universitätsklinik im Juliusspital war er Begründer einer „Ära der Klinischen Chemie“ und hielt unter anderem Vorlesungen über „Anthropo-Chemie“ (organische Chemie). Einen ehrenvollen (und lukrativen) Ruf nach Dorpat als außerordentlicher Professor für organische Chemie hatte er 1846 abgelehnt. Mit dem Ableben bzw. Ausscheiden der anderen Professoren für allgemeine, anorganische und pharmazeutische Chemie übernahm er am neu geschaffenen chemischen Institut als Ordinarius auch deren Fächer und das neue Lehrfach Hygiene. Als Professor der Chemie arbeitete er im Gebäudekomplex im Norden des Juliusspitalgartens, von etwa 1848 bis 1835 im Borgiasbau der Universität Würzburg, ab 1853/1854 im neuerrichteten Medizinischen Kollegienhaus und ab 1865 im eigenen Medizinischen Institut für Chemie und Hygiene in der Maxstraße. Johann Joseph Scherer hatte auch im Privatlaboratorium von Ernst von Bibra (Pickels Schwiegersohn) in Schwebheim gearbeitet. Im Rahmen einer Ministerialkommission besuchte er 1849 Speyer, wo ihm der spätere Kliniker und Hochschullehrer Carl Gerhardt bei der Abiturprüfung auffiel, der dann einer Anregung Scherers folgend 1850 sein Medizinstudium in Würzburg aufnahm.
Im Wintersemester 1843/1844 war der Begründer der modernen Hygiene, Max Pettenkofer, ein Schüler von Scherer in Würzburg, in dessen Laboratorium er seine bekanntgewordene Probe auf Gallensäure durchführte. In dieser Zeit entdeckte Pettenkofer auch das Kreatinin im Harn. Zu den Hörern von Scherers Vorlesungen gehörten auch Ernst Haeckel (1853) und der italienische Anatom Alfonso Corti, nach dem das Corti-Organ des Ohres benannt ist. Joseph von Scherer wurde zuletzt Direktor des 1867 neu errichteten und von ihm begründeten Medizinischem Institut für Chemie und Hygiene in der Maxstraße 4. Als sein Nachfolger wurde der der Philosophischen Fakultät angehörige Adolph Strecker nach Würzburg berufen, den von Scherer aus gemeinsamen Studienzeiten bei seinem Lehrer und „väterlichen Freund“ Liebig kannte. Zu Joseph von Scherers Freunden gehörte auch der an Chemie interessierte Würzburger Kliniker Heinrich von Bamberger.
Im Winter 1843 veröffentlichte er sein in Heidelberg erschienenes Buch Chemische und mikroskopische Untersuchungen zur Pathologie, angestellt an den Kliniken des Julius-Hospitals zu Würzburg, worin er mit der Bezeichnung seines „Klinisch-chemischen Laboratoriums“ in Würzburg erstmals den Begriff „klinisch-chemisch“ im heutigen Sinne prägte. 1843 und 1851 demonstrierte er das Auftreten von Milchsäure im menschlichen Blut unter pathologischen Bedingungen, wie bei hämorrhagischen oder septischen Schock. Er entdeckte zwei grundlegende Natursubstanzen und veröffentlichte ihre Eigenschaften 1850: das Purinderivat Hypoxanthin und den „Muskelzucker“ Inosit. 1859 war er Dekan der Medizinischen Fakultät und gab den ersten Band seines unvollendet gebliebenen Lehrbuchs der Chemie mit besonderer Berücksichtigung der ärztlichen und pharmazeutischen Bedürfnisse heraus. 1850/1851 hielt er eine Vorlesung zur Geschichte der Chemie. Sein Abriss einer Geschichte der beiden ersten Jahrhunderte der Universität Würzburg mit besonderer Berücksichtigung der Entwicklung der Medizinischen Fakultät erschien 1852 bei Thein in Würzburg. Mit Gottfried Eisenmann und Rudolf Virchow gab er ab 1853 die Jahresberichte über die Leistungen und Fortschritte in der gesamten Medizin heraus. In den Jahren 1852 und 1861 war er Rektor der Universität, 1864 wurde er Hofrat. Er war zudem „Ministerial-Prüfungs-Commissär“ der polytechnischen Schulen.
Scherer war verheiratet mit Franziska Klinger, der Tochter eines Würzburger Gerichtsarztes, mit der er zwei Söhne und eine Tochter hatte. Sein ältester Sohn aus erster Ehe mit Rosina Schlereth, Rudolph, starb am 6. Juli 1959. Joseph von Scherer starb mit 54 Jahren an einem „Brustleiden“.

## Ehrungen
Im Jahr 1858 wurde er korrespondierendes Mitglied der Bayerischen Akademie der Wissenschaften. 1866 verlieh ihm auf Grund seiner Forschungen über die Bad Kissinger Quellen der bayerische König den bayerischen Civilverdienstorden, den Adelstitel und das Ritterkreuz.
Seine Verdienste um die klinische Chemie würdigte die Deutsche Gesellschaft für Klinische Chemie ab 1978 mit der Johann-Joseph-von-Scherer-Medaille.

## Schriften (Auswahl)
- Chemische und mikroskopische Untersuchungen zur Pathologie, angestellt an den Kliniken des Julius-Hospitals zu Würzburg. Winter, Heidelberg 1843.
- als Hrsg. mit anderen: Jahresberichte der Pharmacie in allen Ländern. 1844 ff. (zuvor erschienen als Jahresberichte über die Fortschritte der Pharmacie und Pharmakologie im In- und Auslande).
- Abriss einer Geschichte der beiden ersten Jahrhunderte der Universität Würzburg mit besonderer Hinsicht auf die Entwicklung der medicinischen Fakultät. Rekoratsrede. Thein, Würzburg 1852; auch in: Akademische Monatsschrift. 4, 1852, S. 4–22.
- als Hrsg. mit Gottfried Eisenmann und Rudolf Virchow: Jahresberichte über die Leistungen und Fortschritte in der gesamten Medizin. 1853 ff.
- Lehrbuchs der Chemie mit besonderer Berücksichtigung der ärztlichen und pharmazeutischen Bedürfnisse. Band 1. 1859.